# Morphna dotata
Morphna dotata är en kackerlacksart som först beskrevs av Walker, F. 1869.  Morphna dotata ingår i släktet Morphna och familjen jättekackerlackor. Inga underarter finns listade i Catalogue of Life.